# Tristramella intermedia
Tristramella intermedia és una espècie de peix extinta de la família dels cíclids i de l'ordre dels perciformes.

## Morfologia
- Els mascles podien assolir 22,9 cm de longitud total.[3][4]

## Hàbitat
Era una espècie de clima subtropical.

## Distribució geogràfica
Es trobava a Israel: llacs Huleh i Kinneret.